# Ioduro di samario(II)
Il ioduro di samario(II) o diioduro di samario è il composto inorganico di formula SmI2. In condizioni normali è un solido verde scuro molto sensibile alla luce e all'umidità. Usato come catalizzatore in reazioni di sintesi organica, è utile in genere come riducente monoelettronico per promuovere la formazione di legami carbonio-carbonio.

## Sintesi
Lo ioduro di samario(II) è stato preparato per la prima volta nel 1906 riducendo lo ioduro di samario(III) con idrogeno. In laboratorio SmI2 si può preparare in modo semplice tramite la reazione a temperatura ambiente tra samario metallico in polvere e diiodoetano (ICH2CH2I) in THF anidro e atmosfera inerte. Alternativamente si può usare diiodometano (CH2I2).
Sm + ICH2CH2I → SmI2 + C2H4

## Proprietà
Il potenziale di riduzione standard della coppia Sm3+/Sm2+ è –1,55V; di conseguenza SmI2 è un forte riducente e a contatto con acqua reagisce liberando idrogeno. Lo ioduro di samario(II) è disponibile in commercio come soluzione di colore blu scuro in THF, alla concentrazione 0,1 M.

## Applicazioni
Introdotto nel laboratorio di sintesi organica da Henri B. Kagan alla fine degli anni settanta, lo ioduro di samario(II) ha trovato sin da allora un numero crescente di applicazioni. Viene impiegato principalmente come riducente monoelettronico per promuovere la formazione di legami carbonio-carbonio.

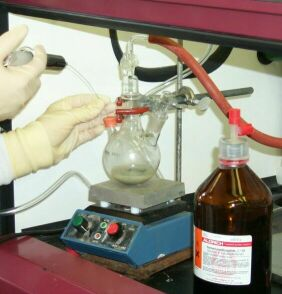
Reazione di Barbier con SmI_{2}; il colore blu di SmI_{2} sparisce immediatamente.

Ad esempio nella reazione di Barbier (simile alla reazione di Grignard) si usa per ottenere un alcol terziario a partire da un chetone e uno ioduro alchilico:
R1I + R2COR3 → R1R2C(OH)R3
In genere si utilizza SmI2 in soluzione di THF in presenza di quantità catalitiche di NiI2. La reazione è conveniente per la sua rapidità, dato che richiede 5 minuti o meno a freddo, ed è semplice verificarne l'avanzamento dato che il colore blu scuro dovuto al SmI2 in THF diventa giallo chiaro alla fine della reazione. Anche gli esteri reagiscono in modo analogo (addizionando i due gruppi alchilici), mentre le aldeidi formano sottoprodotti. Lo ioduro di samario(II) è un forte riducente monoelettronico, e mostra notevole chemoselettività tra diversi gruppi funzionali. Ad esempio, si possono ridurre solfoni e solfossidi ai rispettivi solfuri in presenza di altri gruppi carbonilici come esteri, chetoni, ammidi, aldeidi, ecc. Con ioduro di samario(II) può anche effettuare deidroalogenazione di idrocarburi alogenati al corrispondente idrocarburo.
Un altro esempio è la rimozione pressoché istantanea del gruppo tosilato dalle N-tosilammidi; la reazione è efficace anche nella sintesi di ammine sensibili come le aziridine:

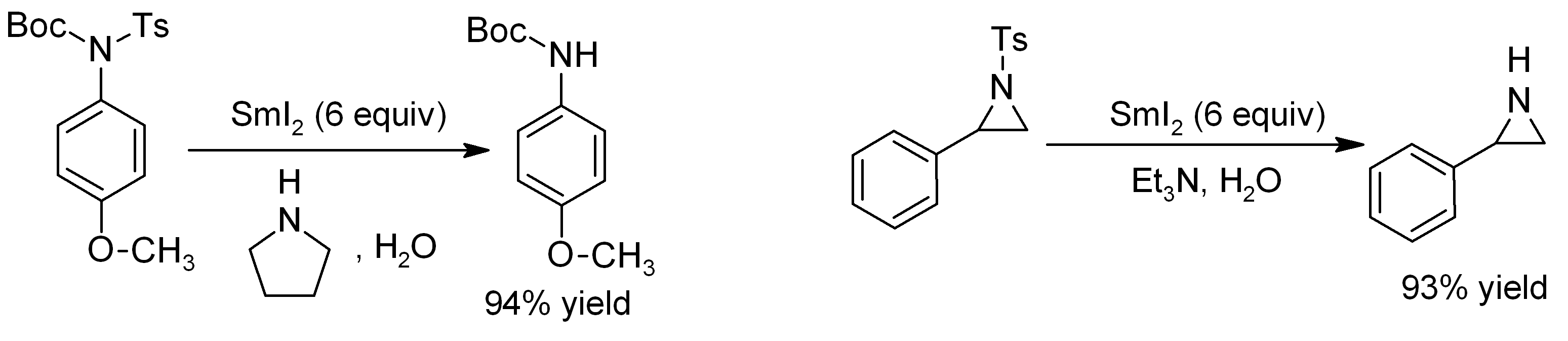
Rimozione del gruppo tosilato da una N-tosilammide con SmI_{2}